# Rhynchonella pugnus
 (mars 2020).
Si vous disposez d'ouvrages ou d'articles de référence ou si vous connaissez des sites web de qualité traitant du thème abordé ici, merci de compléter l'article en donnant les références utiles à sa vérifiabilité et en les liant à la section « Notes et références ».
Espèce
Synonymes
- Conchyliolithus anomites pugnus Martin, 1809

Rhynchonella pugnus est une espèce éteinte de brachiopodes.

## Systématique
Cette espèce a été initialement décrite par  William Martin comme une sous-espèce sous le taxon Conchyliolithus anomites pugnus puis élevée au rang d'espèce à part entière par Thomas Davidson en 1865 sous le taxon actuel.

## Publication originale
- William Martin, Petrificata derbiensia; or, figures and descriptions of petrifactions collected in Derbyshire (œuvre écrite), Inconnu, 1809, [lire en ligne].